# Ichijō Kaneyoshi
Ichijō Kaneyoshi japanisch 一條 兼良, bzw. in respektvoller Lesung Ichijō Kaneyoshi; * 7. Juni 1402 (traditionell Ōei 9/5/7); † 30. April 1481 (Bunmei 13/4/2) gilt als einer der letzten japanischen Hofadligen, die die klassische Kombination von staatsmännischem Geschick und weitreichender Bildung in sich vereinigte, mithin die traditionelle aristokratische Kultur repräsentierte.

## Lebensweg
Ichijō Kaneyoshi war der Sohn von Ichijō Tsunetsugu (1358–1418), dem dritten Sohn des Nijō Yoshimoto. Sein Vater war dreimal kampaku und Berater von Ashikaga Yoshimitsu. Seine Mutter († 1421) war eine Tochter von Higashibōjō Hidenaga (1333–1411). Sie war zwar nicht die erste, jedoch offensichtlich die Hauptfrau Tsunetsugus.
Wie für Angehörige seiner Klasse üblich, erhielt er bereits im Kindesalter Hofränge und dazugehörige Ämter, wobei er zügig befördert wurde. Die erste Ernennung des Elfjährigen erfolgte 1412/12/24 (folgender wirklicher fünfter Rang) – mit 15 (1416/01/06) hatte er bereits den wirklichen zweiten Rang erreicht. Nach dem Tod seines Vaters 1418 waren seine weitreichenden Kenntnisse der Klassiker hilfreich, sich gegenüber Konkurrenten aus anderen hochrangigen Familien, wie Konoe Fusatsugu, durchzusetzen.
Im vierten Monat 1424 erfolgte die Ernennung zum „Kanzler zur Rechten.“ Zum folgenden Neujahr die Erhebung in den folgenden ersten Rang. Bald nach dem Aufstieg des Ashikaga Yoshinori zum Shogun 1429, gelangte Kaneyoshi in das Amt des „Kanzlers zur Linken.“ Engere Bindungen zum Machthaber entwickelten sich aber erst ab 1431. Erst dadurch wurde seine Ernennung zum Regenten (1432/8/13) möglich. Kaneyoshi wurde jedoch bereits 74 Tage später wieder aus dem Amt gedrängt, um Nijō Mochimoto erneut die Regentschaft übernehmen zu lassen.
In den folgenden Jahren trat er als Juror bei Gedichtwettbewerben auf und beteiligte sich an der Zusammenstellung der kaiserlichen Anthologie Shinzokukokinshū (vollendet 1439), dessen Vorwort er schrieb. Ansonsten widmete er sich seinen literarischen Bemühungen und veranstaltete 1443 ein uta-Fest. Seine Abwesenheit vom Hofe bremste zunächst auch den Aufstieg seines Sohnes Norifusa.
Nach dem Tod des 10-jährigen Shogun Ashikaga Yoshikatsu (1445), der seinem Vater Yoshinori (1441/6/23) nach dessen Ermordung ins Amt gefolgt war, wurde Kaneyoshi wieder politisch aktiver. Mit Unterstützung der im Hintergrund wirkenden Hino Shigeko, Mutter Yoshikatsus gelang es ihm zu Neujahr 1446 zum Großkanzler ernannt zu werden. Durch weiteres Manövrieren gelang es ihm Konoe Fusatsugu aus der Regentenstellung zu drängen und selbst wieder berufen zu werden (1447/6/15). Das Kanzleramt gab er 1450 auf. Seine zweite Amtsperiode als Regent endete im vierten Monat 1453, im Sommer wurde er dann protokollarisch den Kaiserinnen gleichgestellt (jusangū).
Die nächsten Jahre verbrachte Kaneyoshi, der für damalige Begriffe bereits ein hohes Alter erreicht hatte, mit Studien und literarischen Arbeiten. Auch die Katastrophen der Jahre 1460–62, die in die Zeit der Regentschaft seines Sohne fielen, ließen ihn unberührt. Als es Hino Katsumitsu, der ein Haus auf dem Gelände Ichijō-Residenz bewohnte, gelang Amt und Hofrang zu erreichen, dass ihm von Geburt an nicht zustand, wurde er von Kaneyoshi unterstützt. Um zu verhindern, dass Nijō Mochimichi das Regentenamt direkt an seinen Sohn weitergeben konnte, versuchte Kaneyoshi zunächst Norifusa wieder ernannt zu bekommen. Damit scheiterte er am Widerstand der anderen Hofadeligen, in Folge ließ er sich im fünften Monat 1467 selbst zum dritten Mal berufen. Die Lage in der Hauptstadt hatte sich rapide verschlechtert, verschiedene Fraktionen des Schwertadels standen sich gegenüber.
Mit dem endgültigen Ausbruch des Ōnin-Krieges (Ōnin no ran; 1467/5/26), sandte er seine Familienangehörigen in Sicherheit, er selbst floh mit Masafusa, nachdem im Folgemonat bereits große Teile Kyōtos abgebrannt waren, zunächst in den Zuishin-in. Bald darauf wurde die Ichijō-Residenz ein Raub der Flammen, die bedeutende Bibliothek geplündert. 1468 flüchtete er dann nach Nara, dies war das erste Mal, dass ein amtierender Regent die Hauptstadt verließ.
Sein Sohn Jinson – dort Abt – brachte ihn zunächst im luxuriösen Jōju-in unter. Da Einkünfte nicht zu erwarten waren, sandte Kaneyoshi Norifusa und die Seinen auf ein Familiengut nach Tosa. Daraus entwickelte sich die Seitenlinie der „Tosa Ichijō.“ Soweit möglich nahm er sein Regentenamt aus der Ferne weiter wahr, die meiste Zeit verbrachte er jedoch mit Dichten und dem Umgang mit anderen geflohenen Höflingen. Da er weiter von der Hauptstadt abwesend blieb, wurde er gedrängt das Regentenamt aufzugeben, was er 1470/7/21 tat.
Die nächsten Jahre verbrachte mit seinen Studien, nachdem er sich 1470 noch kurz in die Hauptstadt begeben hatte. Im fünften Monat 1473 entschloss er sich, begleitet von Sohn Gembō, nach Mino zu reisen, wo sich seit einigen Jahren seine Hauptfrau Higashi no Onkata auf dem Gut Saitō Myōchins aufhielt. Bereits nach einer Woche zwang ihn die schlechte Nachricht vom Tode Hosokawa Matsumotos zur Rückkehr nach Nara.
Im folgenden Monat (1472/6/25) wurde er als Laienmönch Kakukei ordiniert. Zehn Tage später erkrankte seine Frau in Mino und starb 1472/11/12 – nicht ohne eine Woche vorher ebenfalls in den geistlichen Stand getreten zu sein.
Unmittelbar nach Ende der Feindseligkeiten in der Hauptstadt begab er sich kurz vor Neujahr 1478 auf Einladung von Hino Tomiko dorthin. Da die Familienresidenz vollkommen zerstört war, suchte er Schutz im Myōkan-in. Einer seiner Vasallen stellte der Familie ein „Haus“ (Größe: 7 × 3 ken, etwa 68 m²) zur Verfügung. Seinen Lebensunterhalt finanzierte er über Vorträge. Es war ihm noch möglich die Karriere Fuyuyoshis bei Hofe zu fördern. Um die angemessene Amtseinführung seines Sohnes finanzieren zu können, reiste der inzwischen 78-jährige schwerhörige Kaneyoshi nach Asakura in Echizen. Sein Versuch dort Schulden einzutreiben scheiterte jedoch.
Kaneyoshi verstarb 80-jährig 1481/4/2, er hatte gebeten eine Grabstätte im Tōfuku-ji zu errichten, für die erst 1492 ausreichend Mittel zur Verfügung standen.

### Werke
Von Bedeutung sind seine Abhandlungen über Politik Bummei-ittōki und Shōdan-chiyō. Etwa die Hälfte seiner erhaltenen Schriften befassen sich mit höfischen Zeremoniell, alten Sitten und Gebräuchen (sog. yūsoku kojitsu) u. ä. Weiterhin kommentierte er die Genji- bzw. Ise monogatari und das Kokinshū. Er schrieb jedoch auch, für seine Zeit und Klasse ungewöhnlich, Handbücher z. B. über Go. Derartige literarische Produktion war für seinen Unterhalt nach 1470 notwendig geworden.

### Ökonomie
Die wirtschaftliche Situation der Familie, die zum Ende der Kamakura-Zeit Einkünfte aus 53 Gütern bezog, hatte sich wie die aller Hofadligen, besonders nach dem Ōnin-Krieg, stark verschlechtert. Ein von Kaneyoshi angefertigtes Verzeichnis für seinen Sohn führt noch 12 Posten auf. Dazu kamen noch Mieteinnahmen von etwa 40 chō (町) in der Hauptstadt. Die Einnahmen aus Hofämtern waren vernachlässigbar. 1470 vermittelte der Renga-Dichter Sōgi (Hōshi) finanzielle Unterstützung durch Kriegsherren in den Provinzen. Kaneyoshi bezog auch Einkommen als Lehrer für Angehörige des Schwertadels und durch das Kopieren von seltenen Büchern. Eine Methode die familiären Finanzen zu verbessern, war das Abgeben nachgeborener Kinder in Tempel die unter der Kontrolle der Familie standen (kanryō), wo sie aufgrund ihrer hohen Geburt dann in leitende Positionen aufstiegen, was es ihnen ermöglichte ihre Familien aus dem Tempelbesitz zu unterstützen. Jinson (1430–1508) als Abt des Daijō-in unterstützte seine gesamte Familie während ihres Exils in Nara.

### Familie
Bekannt sind folgende direkte Verwandte:

#### Geschwister
- Yoshitada, später Tsunesuke (一條經輔) genannt, sein älterer Bruder der wegen Krankheit seine Ämter aufgab. 1416 Mönch.
- Yūgen Abt des Zuishin-in † 1452
- Unshō Ikkei (1386–1463), Zen-Mönch, Vorsteher verschiedener Tempel
- Tōgaku Chōkin, älterer Bruder einer Nebenfrau. Zenmönch. Bereiste China.
- Ryōzai Mönch, auch daisōzu

- mindestens zwei Schwestern, eine wurde Äbtissin des Umezu Zenshin-in

#### Frauen
1. Higashi no Onkata (1404–73, postum: Shōrinji-dono). Tochter des Nakamikado Nobutoshi. Hauptfrau, Mutter von 15 Kindern. Begleitete Kaneyoshi nach Nara, ging dann jedoch nach Mino, wo sie kurz nach seinem Besuch 1473 starb.
2. Ie no Nyōbō, Hausdame, die zur Maitresse aufstieg; 3 Kinder.
3. Dainagon no Tsubone, Tochter des Minamoto Yasutoshi; 4 Kinder. Trat unmittelbar nachdem im Herbst 1469 Kaneyoshis Enkel Masafusa in Settsu getötet worden war, in den geistlichen Stand.
4. Gon-Chūnagon no tsubone (1442–90; = Sanjō no Tsubone), Tochter eines Klienten, Machi Akisato († 1479;) Mutter der vier jüngsten Kinder.

#### Kinder
Mindestens 26:
von Higashi no Onkata:
1. Norifusa (一條教房; 1423–1480). Haupterbe.
2. Sonshū Ni Äbtissin des Ichijō-in in Yawata
3. Kyōken († 1449, ca. 25-jährig) Abt des Hōchi-in, auch sōjō
4. Junge, früh verstorben
5. Jinson (1430–1508) Abt des Daijō-in, auch daisōjō, Vorsteher im Kōfuku-ji
6. Mädchen, in den Umezu Zenshin-in gegeben
7. Gembō, von Yūgen protegiert, dessen Nachfolger als Abt des Zuishin-in. Oberpriester im Tōji und Tōdai-ji, auch daisōjō. Wahrscheinlich Kaneyoshis Lieblingssohn, kurz nach ihm 1481 verstorben.
8. Junge, in den Tofuku-ji gegeben, jedoch jung verstorben
9. Junge, früh verstorben
10. Junge, früh verstorben
11. Shūkō Ni Nonne im Saga Keirinji
12. Ryōchin Abt des Manshu-in, auch daisōjō.
13. Kanchō (1441–71) Abt des Jitsujō-in, auch gonsōjō. Starb in Nara als sein Vater dort im Daijo-in lebte
14. Jiyō Abt des Chokushi-in
15. Ryōkō Ni Nachfolgerin der Schwester Kaneyoshis als Äbtissin des Umezu Zenshin-in. Begleitete ihre Mutter nach Mino

von Ie no Nyōbō:
1. Kōchi Ni Nonne im Kōdaiji von Nara.
2. Mädchen, früh verstorben
3. Keijo (1450–77). Vom kaiserlichen Prinzen Fushimiyinomiya Sadafusa, dem Vater des Tennō Hikohito (postum: Go-Hanazono) adoptiert. Mönch im Sōō-Kloster in Yamazaki. Im Ōnin-Krieg im Shibayama-dera (Provinz Kaga) getötet.

von Dainagon no Tsubone:
1. Shūken Ni Äbtissin des Hokkeji (Nara)
2. Tsuneko mit nach Nara geflohen, dort mit Takatsukasa Masahira verheiratet.
3. Sonkō Ni (* 1459) Nonne im Jūshin-in
4. Sōhō Ni (= Keirinji-dono), Nonne

von Gon-Chūnagon no tsubone:
1. Fuyuyoshi (一條冬良; 1464–1514). Zweitjüngster Sohn des Kaneyoshi, als Norifusas Erbe adoptiert, nachdem dessen Sohn gefallen war, jedoch von Kaneyoshi in Nara aufgezogen. Kampaku (1488–93 und 1497–1501) auch Dajo-daijin. Als Gelehrter bekannt. Adoptierte Fusamichi um den Bestand der Tosa-Linie zu sichern.
2. Seison († 1481, kurz nach seinem Vater) Mönch im Enman-in später Abt eine Todaiji Nebentempels.
3. Mädchen (* 1472 in Nara, Kaneyoshi war 70 Jahre), in den Umezu Zenshin-in gegeben
4. Mädchen (* 1476), Pflegekind von Hino Tomiko, Frau des Ashikaga Yoshimasa. Nonne im Honko-in des Hōkyōji